# Zenonina squamulata
Zenonina squamulata är en spindelart som beskrevs av Embrik Strand 1908. Zenonina squamulata ingår i släktet Zenonina och familjen vargspindlar.
Artens utbredningsområde är Etiopien. Inga underarter finns listade i Catalogue of Life.